# Hans Eskilsson
Hans Vimmo Eskilsson, född 23 januari 1966 i Östersund, Jämtlands län, är en svensk före detta fotbollsspelare. 

## Biografi
Eskilsson växte upp i Östersund och 1982, 16 år gammal, tog han första gången en plats i IFK Östersunds A-lag. Som 19-åring kom han till IFK Norrköping där han snabbt etablerade sig i Allsvenskan. 1988 flyttade han till Stockholm och han gjorde omedelbart succé både i klubblaget Hammarby IF, och i svenska landslaget där han debuterade i en träningslandskamp mot Östtyskland i Maspalomas den 12 januari 1988.
Det stora genombrottet för Eskilsson kom på Olympiastadion i Berlin under För-EM påsken 1988, med storspel och målsuccé i A-landslaget mot Sovjetunionen den 2 april. Matchen direktsändes på TV runtom i Europa. Ytterligare ett mål i vänskapslandskampen mot Wales på Råsunda 27 april 1988, innebar att Hammarby-forwarden plötsligt var en av Sveriges hetaste anfallare. Efter vårsäsongen med Hammarby och ett mål mot Malmö FF skrevs ett femårskontrakt med Sporting Lissabon, som vid tillfället var i en ekonomisk kris. Eskilsson ingick även i det svenska landslag som kom på femte plats i OS i Seoul i september 1988.
Eskilsson skulle spela sju matcher och göra ett mål för Sporting Lissabon, men det blev minimalt med speltid och det följdes av att han lånades ut till Braga. Den korta landslagskarriären tog slut, efter den åttonde landskampen 17 februari 1990 mot Förenade Arabemiraten, men i allsvenskan blev Eskilsson under 1990-talet en stor profil. Med hjälp av Uefa:s nye president Lennart Johansson fick Eskilsson 1991 dispens att spela i AIK trots att han formellt fortfarande tillhörde Sporting Lissabon. Det blev tre månader i AIK och ett mål mot GIF Sundsvall i allsvenskan. Efter en kort sejour tillbaka i Portugal igen, återvände han till Stockholm och Hammarby. Totalt gjorde Eskilsson 185 matcher i Hammarby och var en publikfavorit genom sin självuppoffrande spelstil. Eskilsson spelade även i Vasalund hösten 1995, erbjöds ett korttidskontrakt och spelade 10 matcher för skotska Hearts. När han var tillbaka i Hammarby 1996 omskolades han de sista åren till försvarare och bildade mittbackspar med Pétur Marteinsson.
Den aktiva fotbollskarriären på toppnivå tog slut den 8 maj 2000. Eskilsson och hans Hammarby spelade mot AIK, och ett dubbelt benbrott satte stopp för en karriär som då spänt över nästan 20 år på elitnivå.

## Meriter
- A-landslaget 8 matcher
- U21-landslaget 16 matcher
- Allsvenskan 172 matcher

## Familj
Hans Eskilsson har två barn tillsammans med sin sambo Malin Swedberg. Sonen Williot Swedberg gjorde sin debut i Hammarbys A-lag i Allsvenskan 11 juli 2021.  